# Società Idroelettrica Piemonte
La Società Idroelettrica Piemonte, anche conosciuta con l'acronimo SIP, è stata un'azienda italiana dal 1918 al 1964. Ha operato inizialmente nel settore elettrico per poi passare in seguito anche a quello telefonico. Nel 1964 si trasformò in Società italiana per l'esercizio telefonico. Il 25 marzo 2010 è stata nuovamente costituita sotto forma di società a responsabilità limitata con sede in Torino e da allora opera nel settore della produzione dell'energia idroelettrica e fa parte del Gruppo Gavio.

## Storia

### Nascita
L'antesignana della SIP è la Società elettrometallurgica di Pont-Saint-Martin, società per il trattamento elettrolitico del rame con sede a Milano che nel 1887 aveva realizzato un impianto per la produzione di energia idroelettrica ad uso interno. Il 20 giugno 1899 la società cambia denominazione sociale in "Società Industriale Elettrochimica di Pont Saint Martin" e tra il 1901 ed il 1902 realizza una nuova centrale idroelettrica alimentata dalle acque della Dora Baltea. Negli anni seguenti la produzione di energia elettrica diventa l'attività principale della società che cambia nuovamente denominazione sociale in "Società Idroelettrica Pont Saint Martin". Nel 1908 la compagnia venne quotata alla Borsa di Milano.
Il 19 aprile 1918, a seguito di un considerevole aumento di capitale da 2,5 a 15 milioni di lire reso possibile dall'intervento della Banca Commerciale Italiana, la Società idroelettrica Pont Saint Martin acquisisce il controllo della Società Idroelettrica Valle d'Aosta e cambia nuovamente denominazione sociale in "SIP - Società Idroelettrica Piemonte" spostando la propria sede a Torino. Negli anni seguenti inizia l'espansione della SIP, espansione che la porterà a diventare una delle maggiori società fornitrici di energia elettrica attive in Italia. Nel corso degli anni infatti, in Valle d'Aosta e Piemonte, acquisisce varie società attive nella produzione di energia idroelettrica e realizza nuove centrali. Fra le società controllate si possono citare l'Elettricità Alta Italia, la Società Forze Idrauliche del Moncenisio, la Società Idroelettrica del Monviso, la Società Idroelettrica Piemontese-Lombarda, la Società Idroelettrica Dolomiti, la SAVE di Vercelli, la Piemontese Centrale di Elettricità.

### Espansione nel settore elettrico
Il passaggio dalla Società industriale elettrochimica di Pont Saint Martin alla SIP non fu un semplice cambio di nome dell'impresa, ma rappresentò la volontà di rinnovamento del nuovo gruppo di controllo e la diversa visione riguardante gli investimenti e le opere da realizzare che aveva Gian Giacomo Ponti, l'uomo che più di tutti fu la SIP. Gian Giacomo Ponti, ingegnere elettrico laureatosi nel 1902 al Politecnico di Milano, all'età di 40 anni, nel 1918, grazie all'iniziativa finanziaria di acquisizione della Point Saint Martin diventò l'uomo di punta del gruppo elettrico SIP. La nuova impronta apportata alla società dal gruppo di Gian Giacomo Ponti fu visibile fin dall'inizio con cambiamenti nella strategia aziendale e una nuova politica espansiva per quanto riguardava la produzione e la distribuzione di energia elettrica. Si susseguirono acquisizioni di nuovi impianti e di società di minore importanza strategica (come ad esempio la società Alta Italia che riforniva sistematicamente la “Point Saint Martin”) e nel giro di pochi anni la nuova Società Idroelettrica Piemonte, sorta nel giugno 1918 sul tronco della Industriale Elettrochimica di Pont-Saint-Martin presieduta fino allora da Ettore Conti, contando sull'appoggio di un gruppo di imprenditori biellesi, riuscì ad assorbire in un unico grande organismo una decina di imprese sparse fra il Piemonte centrale e l'Appennino ligure; la rete distributiva venne ristrutturata, aggiornata e razionalizzata.
Particolare attenzione fu prestata all'aspetto tecnologico che fu notevolmente migliorato con l'applicazione delle numerose scoperte, effettuate negli anni della prima guerra mondiale, nella costruzione e gestione degli impianti produttivi e della rete per la distribuzione di energia. Gli impianti idroelettrici furono sfruttati al massimo della loro capacità, potenziandoli laddove possibile, mentre gli impianti termici risultavano meno redditizi comportando costi maggiori dovuti all'importazione di combustibili fossili. Furono anche stipulati numerosi accordi con altre aziende distributrici per il diritto d'acquisto esclusivo dell'energia generata, e diventarono numerose le partecipazioni in società proprietarie di grandi impianti idraulici.
La SIP nel campo elettrico non si limitò solamente a produrre e distribuire energia, ma attuò delle vere e proprie campagne di propaganda con lo scopo di diffondere e accrescere l'utilizzo dell'energia elettrica, tanto che all'inizio degli anni venti a Torino prima, e in altre città poi, in occasione di esposizioni industriali, si preoccupò di allestire ideali "case elettriche" dando modo ai visitatori di sperimentare moderni elettrodomestici già in uso nelle case americane.
Dal punto di vista organizzativo la società fu suddivisa in due strutture manageriali principali che coordinavano rispettivamente la parte produttiva e distributiva uniformando le decisioni tecnico/amministrative della società principale e delle controllate che pur mantenevano una propria struttura manageriale. L'impresa, grazie ai consistenti investimenti, espanse notevolmente la propria influenza e in breve raggiunse il primato nell'area piemontese, ma tuttavia gli onerosi investimenti la costrinsero a contrarre crescenti debiti soprattutto nei confronti della “Banca Commerciale Italiana”. Questo vertiginoso aumento dei debiti contratti con la COMIT obbligò la società nel 1921 ad un nuovo, indispensabile, aumento di capitale, che salì alla cifra di 100 milioni di lire. Ciò comportò una maggiore presenza della stessa “Banca Commerciale Italiana” nel gruppo SIP.
La COMIT non ottenne il controllo di maggioranza del gruppo industriale capeggiato da Gian Giacomo Ponti solo perché quest'ultimo accettò una forte partecipazione dell'Italgas di Rinaldo Panzarasa. Dal 1921 gli investimenti continuarono ad un ritmo vertiginoso, con il rifacimento della rete distributiva di Torino e il progetto di collegamento Torino-Savona; tutti gli impianti, dalle linee di trasporto alle linee di distribuzione, furono più che raddoppiati tra il 1921 ed il 1923 e la produzione di energia fu quasi triplicata.
Tuttavia, gli onerosi investimenti voluti da Gian Giacomo Ponti, pur portando la SIP all'avanguardia nel settore elettrico, indebitarono fortemente la società obbligandola ad un nuovo aumento di capitale che ridefinì l'assetto societario con una più ampia partecipazione dell'ITALGAS e portando alla presidenza del gruppo SIP Rinaldo Panzarasa.
A questo punto gli equilibri territoriali dell'industria elettrica nell'Italia settentrionale erano definitivamente rotti e si definirono rapporti societari tra le maggiori aziende del settore, tra cui spiccava l'accordo “Edison” – “Cogne”, per contrastare il crescente sviluppo della SIP.
Al fine di reperire le risorse finanziarie necessarie alla propria sopravvivenza, la SIP si indebitò maggiormente con la COMIT e diversificò le attività entrando in più settori industriali, ampliando gli interessi nel settore del gas, della chimica, della telefonia, dell'editoria e della radiofonia. Come abbiamo già visto, nel 1925 Ponti rassegnò le dimissioni da direttore generale della SIP, in favore di Rinaldo Panzarasa, e venne nominato consigliere delegato e direttore generale della STIPEL, società controllata dalla SIP per l'ingresso nel settore telefonico.

### Ingresso nel settore telefonico

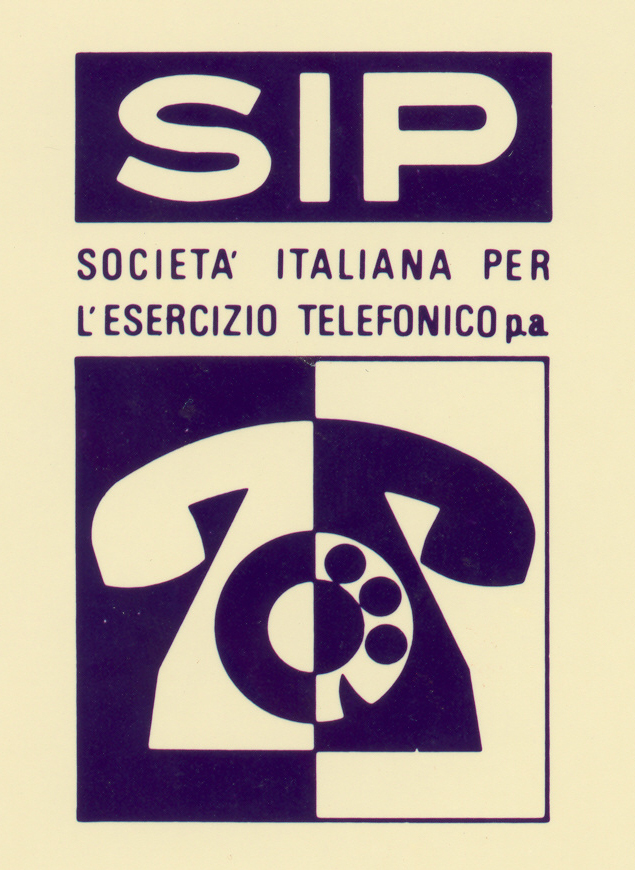
Logo SIP (Società italiana per l’esercizio telefonico), 1967. Foto Archivio Storico TIM

Gli sforzi della SIP nel settore telefonico, all'inizio degli anni venti, si concentrarono in Piemonte e in Lombardia. Qui furono installati dai tecnici SIP i primi impianti urbani, ma a causa della legislazione incerta e dei già numerosi concessionari che operavano nel settore l'attività telefonica restò, fino al 1923, un'attività d'interesse secondario sulla quale non si puntava molto.
La svolta avvenne con il decreto regio e le nuove prospettive economiche offerte, che aprirono una strada sicura per una possibile espansione nel settore alle aziende in possesso di sufficienti risorse
finanziarie. La SIP fu una di queste società e realizzò negli anni successivi la propria espansione nel settore con tre successive acquisizioni dal 1925 al 1928 che la portarono a controllare i tre quinti dell'industria telefonica italiana. Alle spalle del gruppo SIP vi era il robusto appoggio economico della COMIT che, oltretutto, ebbe una notevole influenza sul gruppo con la sua consistente quota azionaria rappresentata nel consiglio d'amministrazione, dal 1927, dal proprio amministratore delegato Giuseppe Toeplitz.
Era un forte legame che portò prima la SIP ai vertici dell'industria italiana, ma che in seguito si rivelò fatale con la caduta della Banca Commerciale ed il conseguente salvataggio delle telefoniche SIP da parte dell'IRI. L'ingresso della SIP nel settore telefonico avvenne per l'espressa volontà di diversificazione espressa da Gian Giacomo Ponti nei primi anni venti, e fu una scelta molto diversa da quella che portò alla diversificazione del settore industriale della Pont Saint Martin che avvenne a causa della complementarità della produzione di energia elettrica necessaria alla produzione del carburo di calcio. Il settore elettrico e quello telefonico negli anni venti non avevano nessun nesso comune, e le uniche due industrie che erano riuscite a mettere in campo delle soluzioni integrate operavano a puro titolo sperimentale.
La Società elettrotermica italiana e la Società anonima Ing. Vittorio Tedeschi & C erano le uniche aziende suscettibili di originare, seppur in modesta misura, una qualche integrazione tra i settori elettrico e telefonico, rispettivamente sul piano degli sviluppi commerciali e delle forniture di materiali. Si tratta tuttavia di due episodi di limitata entità e scarsamente propulsivi sul versante dell'integrazione produttiva.
Nel 1925 furono avviati i primi passi della SIP nel settore telefonico con l'acquisizione delle partecipazioni di due società: la società Moncenisio di proprietà FIAT e la “Sip-Breda” dell'industriale Ernesto Breda entrambe già aziende avviate nel settore telefonico.
Le due società furono poi fuse nella “Telefonica Interregionale Piemontese-Lombarda” con un capitale sociale di 100 milioni di lire di cui 90 interamente versati dalla SIP la quale si riservava un pacchetto del valore di 20 milioni di azioni preferenziali che le consentivano in qualunque caso di mantenere il controllo societario.
L'avventura della “Telefonica Interregionale Piemontese-Lombarda” nel settore telefonico fu di breve durata e terminò lo stesso anno con l'acquisizione della STEP da parte della SIP, società alla quale fu incorporata dando così vita alla STIPEL. La neonata società sarebbe diventata la punta di diamante del gruppo SIP nel settore telefonico e pertanto la direzione della società andò proprio a Gian Giacomo Ponti, uomo decisivo del gruppo SIP.
L'anno successivo la SIP acquisì il controllo del gruppo TIMO, ricevendo dai fondatori della società l'intero pacchetto azionario a chiusura del debito contratto per vincere la gara d'appalto. L'ultima acquisizione della SIP in ordine di tempo fu la Telve, acquisizione che venne perfezionata nel 1928 con la cessione del pacchetto azionario SADE al gruppo. In TELVE il modello SIP non fu mai metabolizzato pienamente. Le tre telefoniche acquisite dal gruppo SIP non vennero fuse in un'unica società in quanto il decreto regio del 1923 vietava l'assegnazione di più di una zona ad un unico concessionario, pertanto al fine di coordinare le tre telefoniche fu creata la SIET una holding finanziaria che si occupò del loro coordinamento e finanziamento.
Non ritenendosi conveniente - per ragioni di opportunità e di controllo - il collocamento sul mercato sia della metà delle azioni Moncenisio e Sip-Breda, sia, per impossibilità legale (mancanza del biennio di vita sociale), delle azioni della Società telefonica, e desiderando d'altra parte di smobilizzare una parte del portafoglio SIP, si pensò di costituire una società di minoranza, la quale raccogliesse fra le sue attività tutte queste azioni rappresentanti le minoranze azionarie delle società nelle quali la SIP possedeva la maggioranza ed il controllo. Si sarebbe potuto, invece, provvedere al collocamento sul mercato delle azioni di questa nuova società di minoranza, il cui controllo - attraverso azioni preferenziali – sarebbe dovuto restare alla SIP.
Lo scopo del gruppo dirigente SIP era quello di penetrare massicciamente nel mercato telefonico italiano. Ciò si sarebbe potuto realizzare solamente organizzando le tre società in maniera uniforme; inoltre, il secondo ostacolo ai progetti di Gian Giacomo Ponti arrivava dalla disponibilità finanziaria delle tre società che precludeva la possibilità di convogliare tutte le risorse finanziarie per la realizzazione delle grandi Opere di ammodernamento.
In sintesi la SIET svolse il ruolo di canalizzatore finanziario delle tre società telefoniche, ma fu anche e soprattutto una copertura per l'insufficiente capitale sociale della SIP, ormai più che indebitata a causa degli onerosi investimenti effettuati nel settore elettrico e telefonico.
Dopo l'ingresso nel settore telefonico, la SIP ridusse drasticamente gli investimenti nel settore elettrico, scelta che in seguito creò gravi problemi economici al gruppo.

### La crisi
Nell'immediato dopoguerra e nel corso di tutta la prima metà degli anni venti, la SIP vide una rapida ascesa dovuta all'incremento della produzione idroelettrica, considerata fondamentale per l'espansione industriale italiana. La politica aziendale di Gian Giacomo Ponti portò alla realizzazione di grandi opere di ammodernamento, all'ampliamento degli impianti elettrici esistenti, ed a giganteschi investimenti nella produzione e distribuzione dell'energia elettrica, che pur portando la società ai vertici del settore elettrico causarono il crescente ricorso al credito e il crearsi di squilibri interni fra gestione finanziaria ed esercizio industriale.
Nel corso della prima metà degli anni venti la SIP si avvantaggiò dell'inflazione per smaltire parte dei debiti a medio termine e per incorporare società minori attraverso l'acquisto di titoli e partecipazioni mantenendo così, pur ricorrendo a faticose soluzioni di compromesso, l'indipendenza dai grandi istituti di credito.
Nel 1925 la SIP, già complesso industriale di grande importanza che controllava un quinto del mercato elettrico italiano, decise il suo ingresso nel settore telefonico con la controllata STIPEL guidata da Gian Giacomo Ponti, accaparrandosi la zona più importante comprendente gli impianti telefonici del Piemonte e della Lombardia.
Anche nel settore telefonico la SIP perseguì la politica d'espansione e di forti investimenti già adottata nel settore elettrico, arrivando a controllare nel 1928 tre delle cinque concessionarie, grazie alle due successive acquisizioni del pacchetto di maggioranza della TIMO e della TELVE, e a gestire i tre quarti di tutto il traffico urbano ed interurbano del territorio.
Il programma tecnico-finanziario e la strategia di concentrazione della SIP venivano infatti finanziati attingendo al credito a breve termine degli istituti bancari amici (COMIT, CREDIT, Cassa di Risparmio di Torino), e particolarmente della Commerciale, che aveva concesso fidi superiori alle potenzialità di capitale della società. La strategia finanziaria messa a punto da Ponti e Panzarasa seguiva tre vie fondamentali: l'aumento del capitale sociale (dai 15 milioni del 1918 ai 600 milioni del 1925); l'indebitamento bancario a breve termine mediante cambiali e con l'uso del conto corrente passivo; l'accensione di prestiti e mutui a lunga scadenza.
A differenza della prima metà del decennio tuttavia, la diversa politica inflazionistica del governo, intenzionato ad arrestare l'inflazione con “Quota novanta”, le due onerose acquisizioni delle società concessionarie TELVE e TIMO ed i sempre più rischiosi investimenti effettuati dall'intraprendente Gian Giacomo Ponti, ora perlopiù indirizzati nel settore telefonico per la costruzione di nuove centrali automatiche e la posa di cavi sottomarini e cavi sotterranei, costrinsero la società a contrarre numerose obbligazioni soprattutto sul mercato statunitense.
Nel 1928 il governo, a causa delle crescenti preoccupazioni sull'esposizione finanziaria del gruppo indebitato per circa 1.500 milioni di lire, negò alla SIP, in cerca di liquidità, l'ulteriore emissione di obbligazioni sul mercato internazionale, ricorrendo ad una precedente delibera collegata alla manovra per la stabilizzazione della lira.
La SIP con la necessità di ulteriore liquidità si vide costretta a manovre sul mercato Italiano che aprirono le porte all'ingresso della “Banca Commerciale Italiana” la quale entrava nello stesso anno nel consiglio di amministrazione con Giuseppe Toeplitz.
Nel contempo, per far fronte alle pesanti spese del settore telefonico, gli investimenti per il settore elettrico, ritenuto sufficiente a coprire l'intera domanda, furono gradualmente ridotti con un ulteriore taglio dovuto alla riduzione della domanda verificatosi nel 1928, mentre in realtà gli impianti idroelettrici iniziavano a diventare obsoleti e si avvicinavano al punto di saturazione comportando un conseguente aumento del costo medio di produzione del kilowatt ed un danno economico che, nonostante i buoni risultati in campo telefonico, a breve si sarebbe rilevato molto pesante per la SIP.
La crisi economica, arrivata nel 1930 in Italia, colse la SIP in una fase di delicata riorganizzazione interna e di indebitamento per i recenti investimenti nel settore telefonico che pur con elevate potenzialità installate, o in corso di installazione, non coprivano gli elevati costi di costruzione.
Al periodo degli impianti "buoni" era subentrato quello degli impianti "meno buoni", sicché il costo medio per la produzione del kWh andava aumentando col crescere degli impianti. Inoltre, nel settore elettrico, la SIP aveva costruito i propri impianti in periodo di prezzi crescenti sovradimensionandoli. Gli effetti della crisi si fecero sentire ancor più pesantemente a causa dei costi elevati di questi impianti ormai obsoleti che comportavano costi elevati e rendimenti notevolmente distanti dai costi di costruzione.
Per affrontare il momento di difficoltà la SIP tentò la via della riduzione dei costi attraverso l'accentramento delle decisioni sui programmi di lavoro delle concessionarie ed il maggior controllo sulle ordinazioni di materiali. Consistenti tagli furono applicati sul costo del personale che, oltre ad una drastica riduzione, subì forti tagli ai salari con provvedimenti di adeguamento basati sull'analisi del rendimento, mentre gli interventi di manutenzione furono ridotti al minimo indispensabile con il ricorso per gli interventi ad appalti esterni. Le condizioni finanziarie del gruppo di controllo restavano comunque critiche e legate a doppio filo con le sorti della “Banca Commerciale Italiana”.

### La SIP rilevata dall'IRI
La crisi finanziaria del 1929 negli Stati Uniti ebbe pesanti ripercussioni su tutto il resto del mondo con un effetto domino che nell'arco di pochi anni travolse tutta l'economia mondiale.
Se pur in ritardo rispetto ad altri paesi per via della politica deflazionistica “Quota novanta”, che pur portando al pareggio del bilancio ed all'aumento della circolazione di moneta rallentò lo sviluppo economico italiano nella seconda metà degli anni venti, anche l'Italia fu coinvolta da questo fenomeno ed i primi a farne le spese furono i tre grandi gruppi bancari italiani: la “Banca Commerciale Italiana”, il “Credito Italiano”, ed il “Banco di Roma”, i primi due, come visto, legati a doppio filo rispettivamente con SIP ed EDISON, i due grandi gruppi industriali elettrici con interessi nella telefonia.
Il crollo, i cui primi effetti si fecero sentire in Italia nel 1930, colpì i valori azionari delle principali imprese nelle quali le banche avevano consistenti partecipazioni, ed il tentativo iniziale dei principali istituti bancari fu proprio quello di sostenere i titoli delle industrie consociate con ulteriori consistenti acquisti di pacchetti azionari che confluirono in Holding finanziarie appositamente create.
Questa manovra si rivelò inefficace e trascinò ancor di più le banche nel vortice della crisi per via della rapida svalutazione delle azioni con l'acquisto delle quali le banche si erano indebitate per miliardi di lire.
Sul finire del 1931, dopo i primi segnali dell'inevitabile imminente crisi, il governo fascista diede vita all'IMI con lo scopo di sostenere le industrie in crisi attraverso la concessione di consistenti prestiti rimborsabili in dieci anni.
L'istituto però si rivelò subito uno strumento insufficiente per risollevare l'industria italiana, pesantemente indebitata e strettamente legata alle banche, quindi nel 1933 fu creato l'IRI con il compito di provvedere al sostegno finanziario delle singole imprese e di rastrellare tutte le partecipazioni societarie delle banche in crisi, separando così, con la partecipazione diretta dello stato al capitale di controllo delle imprese, le banche dalle imprese industriali e lasciando queste ultime società per azioni.
L'IRI fu suddiviso in due settori ciascuno dei quali con una specifica mansione: la sezione finanziamenti con funzioni simili a quelle dell'IMI, cioè l'erogazione del credito ad imprese in difficoltà, e la Sezione smobilizzi con la funzione di salvataggio, attraverso il rastrellamento dei pacchetti azionari, delle banche, delle loro Holding finanziarie e delle industrie più indebitate nei diversi settori.
Tra le partecipazioni che confluirono nell'IRI vi erano anche quelle del pacchetto azionario di maggioranza della SIP che la “Banca Commerciale Italiana” trasferì alla holding finanziaria Sofindit con lo scopo di rendere i crediti inesigibili alle industrie.
Dal gruppo SIP, dopo una serie di attente valutazioni dei dirigenti IRI, furono scorporate le tre società telefoniche che confluirono nella STET (Società Torinese Esercizi Telefonici), una società con capitale azionario di 400 milioni di lire composte interamente da obbligazioni IRI a speciale garanzia dello Stato.
Nel 1934 l'IRI era ormai divenuto padrone delle tre maggiori banche e di molte fra le principali industrie italiane e l'Italia si trovava ad avere il più vasto sistema a partecipazione statale, secondo solo a quello dell'Unione Sovietica.
L'IRI assunse una duplice figura: di controllore del credito e degli esercizi bancari, e come operatore economico secondo le finalità della politica nazionale. Il nuovo ente, diviso in una Sezione finanziamenti, e in una Sezione smobilizzi, s'incaricò, da un lato, di esaminare la situazione di oltre 1.500 aziende industriali e di sovvenzionare quelle ritenute meritevoli d'aiuto; dall'altro, di acquisire tutte le attività e passività risultanti dagli interventi operati dallo Stato prima della costituzione dell'Istituto e di rilevare le posizioni attive delle grandi banche e della Banca d'Italia congelate da immobilizzi in aziende industriali, agricole e immobiliari, costituendosi debitore verso di esse e impegnandosi a convertire il debito in contanti qualora le imprese interessate si venissero a trovare in crisi di liquidità.
Il 1º luglio 1931 la SIP acquisì il controllo della Radiofono, azionista di controllo dell'EIAR, e il 23 marzo 1933 la SIP divenne direttamente azionista di maggioranza dell'emittente radiofonica.

### Scorporo delle società telefoniche e nascita della STET

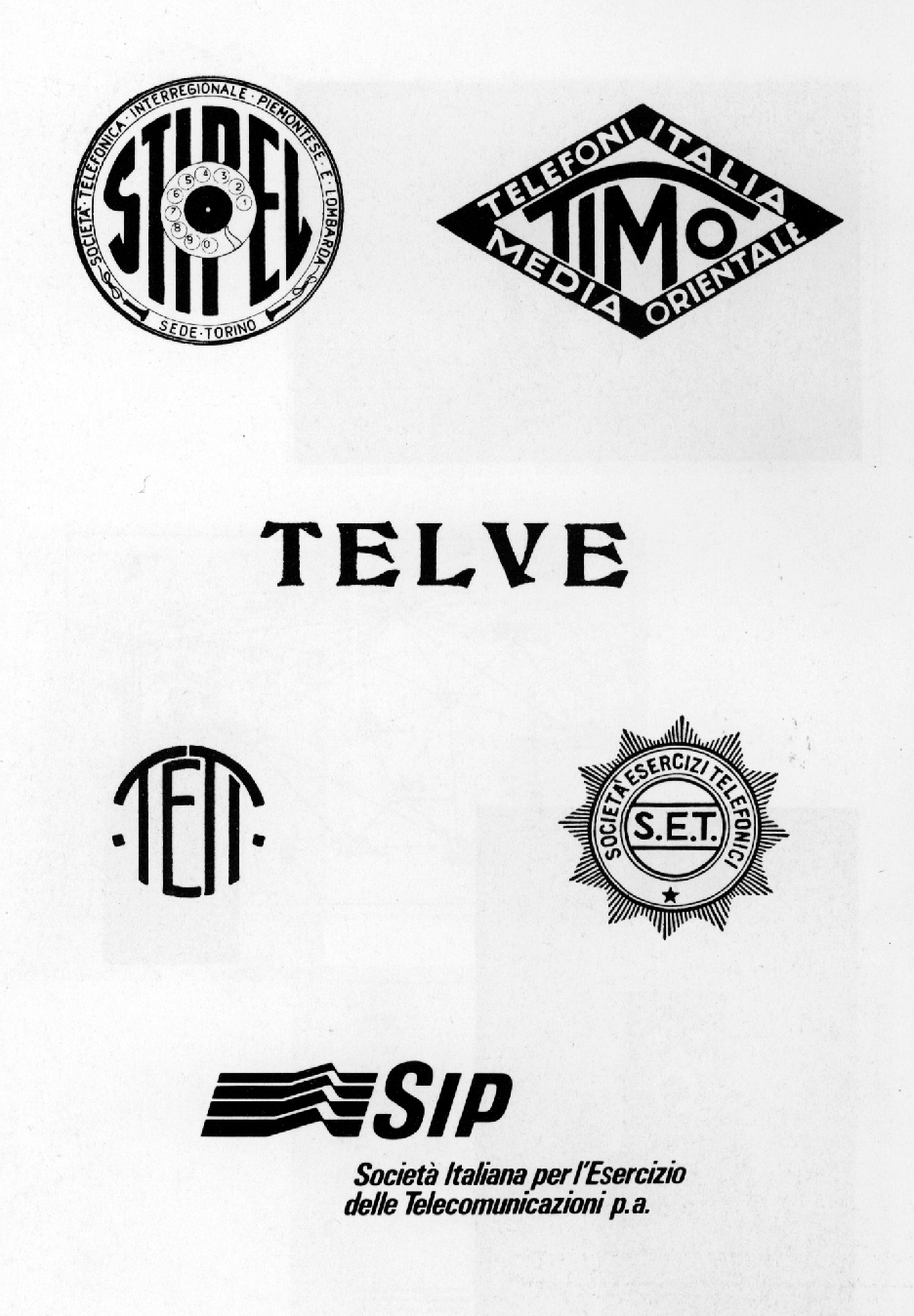
Loghi delle cinque concessionarie telefoniche STIPEL, TELVE, TIMO, TETI, SET che nel 1964 furono fuse nella ‘SIP – Società italiana per l’esercizio telefonico’: in basso il logo adottato da quest’ultima nel 1985. Foto Archivio Storico TIM

L'intervento statale a sostegno della “Banca commerciale italiana” fu strutturato in due fasi: la prima prevedeva il trasferimento di tutte le azioni con la quale si era indebitata alla propria holding finanziaria Sofindit, mentre la seconda prevedeva l'acquisizione dell'intera holding finanziaria da parte dell'IRI.
Come detto in precedenza confluì nella Sofindit, tra le altre azioni della “Banca commerciale italiana”, anche l'intero pacchetto di maggioranza della SIP. Uno dei primi problemi che dovette dunque affrontare il presidente dell'IRI Francesco Beneduce, fu proprio quello dell'immissione nel mercato delle azioni rilevate del gruppo SIP.
Trattandosi della prima immissione sul mercato delle azioni smobilizzate, si poneva innanzitutto un problema d'immagine dell'istituto che se avesse visto svalutati i titoli emessi avrebbe perso ogni credibilità nelle azioni future, inoltre il gruppo SIP, a causa della sua disomogeneità tra varie aziende ed i suoi interessi nei vari settori, necessitava di una riorganizzazione tecnica delle varie aziende (oltre che dell'ordinamento amministrativo) per far sì che queste azioni fossero redditizie.
Si cercò in un primo momento di offrire le azioni acquisite con una svalutazione di 50 lire per azione ai grandi gruppi industriali privati usciti indenni dalla crisi, come la Fiat e la Pirelli, che sarebbero dovute intervenire di comune accordo nella ristrutturazione della società e nel suo risanamento finanziario; ma il tentativo fu inutile ed il solo gruppo che si fece avanti, la Edison, fu escluso in quanto non visto di buon occhio dal regime Fascista.
Non rimase quindi altra soluzione che l'acquisto da parte dell'IRI della quasi totalità delle rimanenti quote azionarie della SIP, che furono interamente sottoscritte dalla Sezione Smobilizzi ed offerte agli azionisti privati attraverso l'emissione di obbligazioni.
La sistemazione della SIP, per gli interessi che toccava a livello locale e nazionale, una volta concluso il tentativo di coinvolgere nell'operazione i maggiori gruppi industriali, aveva di fatto assunto un'importanza che trascendeva il singolo caso aziendale, divenendo il banco di prova dello Stato come operatore economico impegnato ad attuare un riassetto anche etico dell'impresa.
L'intero pacchetto azionario fu poi suddiviso e le azioni delle tre società telefoniche furono conferite ad una nuova società, la STET, un'holding finanziaria a capitale misto pubblico/privato che controllava un terzo del settore telefonico italiano: il gruppo SIP era stato definitivamente smembrato e si creava l'ossatura del futuro monopolista telefonico statale.
Per quanto riguarda il settore elettrico si ricorse ad una profonda ristrutturazione del gruppo accentrando tutte le aziende produttrici d'energia sotto il gruppo SIP e costituendo in società indipendenti le aziende distributrici.
Le obbligazioni delle telefoniche furono offerte agli azionisti privati sotto il nome di “Serie Speciale Gestione STET”, con un interesse minimo garantito dallo stato del 4% di durata ventennale e l'accesso ai dividendi attribuiti dalle corrispondenti azioni STET ancora di proprietà dell'IRI.
Alla termine delle operazioni dell'IRI il 47% delle azioni della STET finì in mano privata, ma essendo considerato il settore telefonico di importanza strategica per lo stato, quest'ultimo si riservava il diritto di riacquistare in qualunque momento la disponibilità delle azioni in gestione speciale.
A seguito del riassetto, quindi, il settore telefonico rimaneva sempre ordinato nelle cinque concessionarie, con la particolarità, però, che gran parte di esso ormai era sotto il diretto controllo mediato dello Stato.
Negli anni seguenti la STET subì un rapido e deciso sviluppo, interrotto soltanto dagli anni della guerra, tanto che la punta massima prima delle distruzioni belliche raggiunse in Italia i 634.482 abbonati e gli 875.140 apparecchi in servizio.
Nel 1957 furono assorbite dalla STET anche le due concessionarie sopravvissute alla crisi degli anni trenta, la TETI e la SET, ed il monopolio del servizio da parte dello stato fu completato.

### Abbandono del settore elettrico
L'attività della SIP nel settore elettrico termina nel 1963 con la nascita del monopolio dell'Enel varato con legge del 27 novembre 1962 durante il governo Fanfani IV. La SIP a tale data possedeva anche le società: Pinerolese di Elettricità, Idroelettrica Sarca - Molveno, Vizzola, Piemonte Centrale di Elettricità e Trentina di Elettricità.
Singolare storia quella della SIP, se l'istituzione di un monopolio l'aveva privata del principale settore d'attività, una parte consistente di un altro monopolio era destinata ad acquisire.
Nel 1924 la SIP aveva esteso i suoi interessi al settore telefonico. In quel periodo erano ben 63 le società che offrivano in Italia il servizio di telefonia. Il 1º luglio 1925 il territorio nazionale viene suddiviso in cinque zone e dato in concessione alle società telefoniche Stipel, TELVE, TIMO, TETI e SET, vincitrici della gara d'appalto indetta nel 1923 dal governo Mussolini. Il riassetto del settore telefonico era dettato dalla volontà di portare il settore telefonico in mani italiane in quanto le maggiori concessionarie di tale settore erano straniere o controllate da capitale straniero. Non potendo far acquisire allo Stato tutti gli impianti telefonici della nazione per le pesanti condizioni finanziarie in cui gravava in conseguenza della prima guerra mondiale e non volendo neanche concentrarne la proprietà in un solo soggetto privato, venne fatta la scelta delle cinque concessioni. Tali concessioni davano alle società concessionarie il diritto di prendere possesso degli impianti telefonici preesistenti con l'obbligo di assorbire i 63 precedenti concessionari.
La STIPEL era la società controllata dalla SIP. Era stata costituita il 10 giugno 1924 con la denominazione STEP - Società Telefonica Piemontese. Il 12 ottobre 1924 aveva inaugurato l'avvio dei servizi telefonici e nel 1925 aveva cambiato denominazione in STIPEL - Società Telefonica Interregionale Piemontese e Lombarda a seguito dell'aggiudicamento dell'appalto indetto nel 1923, la zona datale in concessione era infatti il Piemonte e la Lombardia.
Nel 1926 "S.E.A.T. Società Elenchi ufficiali degli Abbonati al Telefono" di Torino pubblicò il suo primo elenco telefonico che comprendeva gli abbonati del Piemonte, con esclusione della provincia di Novara. Risultò formato da tre elenchi distinti: uno ordinato per numero, uno ordinato alfabeticamente per abbonato e uno ordinato per indirizzo.
Tra il 1926 e il 1928 la SIP riesce a portare sotto il proprio controllo anche le concessionarie TIMO e TELVE. La crisi economica mondiale iniziata nel 1929 però la travolge in quanto fortemente esposta con la Banca Commerciale Italiana a causa degli ingenti investimenti delle società telefoniche da lei controllate. La Banca Commerciale Italiana, come tutte le principali banche italiane, è infatti in forte crisi.
Nel 1933 viene fondato dal governo l'IRI (Istituto per la Ricostruzione Industriale), un ente pubblico con lo scopo di rilevare tutte le partecipazioni industriali delle grandi banche italiane in crisi. La SIP è indebitata per più di un miliardo di lire e viene rilevata dall'IRI la quale decide la separazione dei suoi settori d'attività. A tale scopo il 21 ottobre 1933 l'IRI fonda la STET - Società Torinese per l'Esercizio Telefonico a cui dà la proprietà delle società STIPEL, TELVE e TIMO.
Nel 1957 la STET acquisisce anche le società TETI e SET. Nel 1964, a seguito della nazionalizzazione del settore elettrico, la SIP acquisisce ingenti disponibilità finanziarie derivate dalla cessione all'ENEL degli impianti per la produzione e la distribuzione dell'energia elettrica. Viene così decisa la fusione per incorporazione delle società STIPEL, TELVE, TIMO, TETI e SET nella SIP che assume la nuova denominazione di SIP - Società Italiana per l'Esercizio Telefonico (che in seguito, nel 1985, cambierà denominazione in SIP - Società Italiana per l'Esercizio delle Telecomunicazioni e ancora più tardi, nel 1995, verrà fusa in Telecom Italia assieme ad altre quattro società). La SIP - Società Idroelettrica Piemonte cessa quindi di esistere. Al momento della sua nascita, la nuova SIP contava, su tutto il territorio nazionale, 4.220.000 abbonati e 5.530.000 apparecchi telefonici in servizio.
A fine 1993 gli utenti SIP erano oltre 24 milioni.
Proprietaria di questa società è stata una famiglia di Torino, i Pittaluga, i quali investirono successivamente in diversi settori. È a loro infatti che si deve attribuire la costituzione all'inizio degli anni venti della prima stazione radio italiana, l'Unione radiofonica italiana, con sede a Torino.

## Archivio
Tutto il materiale archivistico prodotto dalla SIP nel corso della propria attività è conservato presso l'Archivio storico di Telecom Italia a Torino, nei fondi: Telecom Italia spa - Materiale iconografico e audiovisivo, Telecom Italia spa - Biblioteca, Telecom Italia spa - Carte preparatorie per le riunioni sociali, Telecom Italia spa -Gruppo elettrico Sip, Telecom Italia spa - Libri contabili Società Sip elettrica - Sip e società confluite, Telecom Italia spa - Riunioni sociali Sip elettrica - Sip e società confluite.